# Daouda Sow
Daouda Sow, född 19 januari 1983 i Roubaix, Frankrike, är en fransk boxare som tog OS-silver i lättviktsboxning 2008 i Peking. I finalen förlorade han mot ryssen Aleksei Tishchenko.

## Meriter

### Olympiska meriter

#### Olympiska sommarspelen 2008
- Huvudartikel: Boxning vid olympiska sommarspelen 2008

| Tävlande   | Viktklass | Sextondelsfinal      | Åttondelsfinal       | Kvartsfinal          | Semifinal            | Final                               |
| Tävlande   | Viktklass | Motståndare Resultat | Motståndare Resultat | Motståndare Resultat | Motståndare Resultat | Motståndare Resultat                |
| ---------- | --------- | -------------------- | -------------------- | -------------------- | -------------------- | ----------------------------------- |
| Daouda Sow | Lättvikt  | Guk (PRK) W 13-3     | Pedraza (PUR) W 13-9 | Qing (CHN) W 9-6     | Ugás (CUB) W 15-8    | Aleksei Tishchenko (RUS) · L 9-11 · |